# Nicola Fusco
Nicola Fusco (* 14. August 1956) ist ein italienischer Mathematiker, der sich mit Variationsrechnung und partiellen Differentialgleichungen beschäftigt.
Fusco studierte Mathematik an der Universität Neapel mit dem Laurea-Abschluss 1978. Er war ab 1987 Professor an der Universität Salerno, ab 1990 an der Universität Neapel und ab 1995 an der Universität Florenz tätig. Seit 1999 ist er wieder Professor für mathematische Analysis an der Universität Neapel. Er lehrte auch an der Carnegie Mellon University und der Australian National University.
Fusco befasste sich unter anderem mit Halbstetigkeit von Funktionalen in der Variationsrechnung, Homogenisierung und Gamma-Konvergenz, Regularität der Lösungen elliptischer partieller Differentialgleichungen, freie Randwertprobleme, Probleme mit frei variierbaren Unstetigkeitsstellen, Anwendung der Variationsrechnung in der Bildzerlegung (Mumford-Shah Problem), Steiner Symmetrisierung und Isoperimetrische Ungleichungen.
Mit Emilio Acerbi bewies er 1981 einen Satz über die Halbstetigkeit (von unten) von Mehrfachintegralen in der Variationsrechnung, aufgefasst als Funktionale in Sobolew-Räumen, als Folge der Quasikonvexität der im Integranden vorkommenden Funktion. Mit Acerbi bewies er einen Satz über die Teil-Regularität von Lösungen von Variationsproblemen mit quasikonvexen Funktionalen.
2005 charakterisierte er mit Miroslav Chlebik und Andrea Cianchi  Mengen in der geometrischen Maßtheorie, deren Durchmesser (im Sinne von Renato Caccioppoli und Ennio De Giorgi) invariant gegenüber Steiner Symmetrisierung ist.
In einer Arbeit von 2007 mit Francesco Maggi und Aldo Pratelli gelang ihm der erste vollständige Beweis einer Vermutung von R. R. Hall (1992) über die optimale quantitative Formulierung der n-dimensionalen isoperimetrischen Ungleichung. Im zweidimensionalen Fall geht das bis auf Untersuchungen von Felix Bernstein und Tommy Bonnesen in den 1920er Jahren zurück.
Er arbeitete darüber hinaus unter anderem mit Luigi Ambrosio und Pierre-Louis Lions zusammen. Mit Ambrosio und Diego Pallara schrieb er eine Monographie über Variationsrechnung mit Funktionen begrenzter Variation und Probleme mit freien Unstetigkeitsstellen (wie im Mumford-Shah Problem).
Seit 2007 ist er im Leitungsrat des Istituto Nazionale di Alta Matematica. Er ist Herausgeber von Advances in Calculus of Variations.
1994 erhielt er den Premio Caccioppoli. Er ist Mitglied der Accademia dei Lincei (2010), deren Preis Luigi Tartufari er 2010 erhielt. Er war Invited Speaker auf dem Internationalen Mathematikerkongress 2010 in Hyderabad (Equilibrium configurations of epitaxially strained elastic films: existence, regularity and qualitative properties of solutions) und auf dem Europäischen Mathematikerkongress 2008 in Amsterdam (The sharp Sobolev inequality in quantitative form).

## Schriften
- mit Paolo Marcellini, Carlo Sbordone: Analisi Matematica Due. Liguori Editore, Neapel 1996, ISBN 88-207-2675-0.
- mit Luigi Ambrosio, Diego Pallara: Functions of bounded variations and free discontinuity problems (= Oxford Mathematical Monographs.). Clarendon Press, Oxford u. a. 2000, ISBN 0-19-850245-1.
- mit Paolo Marcellini, Carlo Sbordone: Elementi di Analisi Matematica due. Versione semplificata per i nuovi corsi di laurea. Liguori Editore, Neapel, 2001, ISBN 88-207-3137-1.